# Túnels del Bruc
Els túnels del Bruc són dos túnels viaris inclosos en el traçat de l'autovia A-2 al seu pas pel coll del Bruc al municipi del Bruc, entre les comarques del Baix Llobregat i l'Anoia.

## Túnels
- Túnel 1 (sud), té 3 carrils i dona actualment servei al sentit Barcelona de l'autovia. Fou inaugurat el 1975 i fins a la posada en servei del segon túnel els 3 carrils donaven servei als dos sentits de la marxa, amb un carril central reversible. Té una longitud de 1.111 metres entre les cotes 510,8 (boca oest) i 537,1 (boca est). La seva inauguració va suposar una gran millora, atès que estalviava les costes del Bruc, amb revolts molt pronunciats en el seu tram de baixada cap a Castellolí.[1]

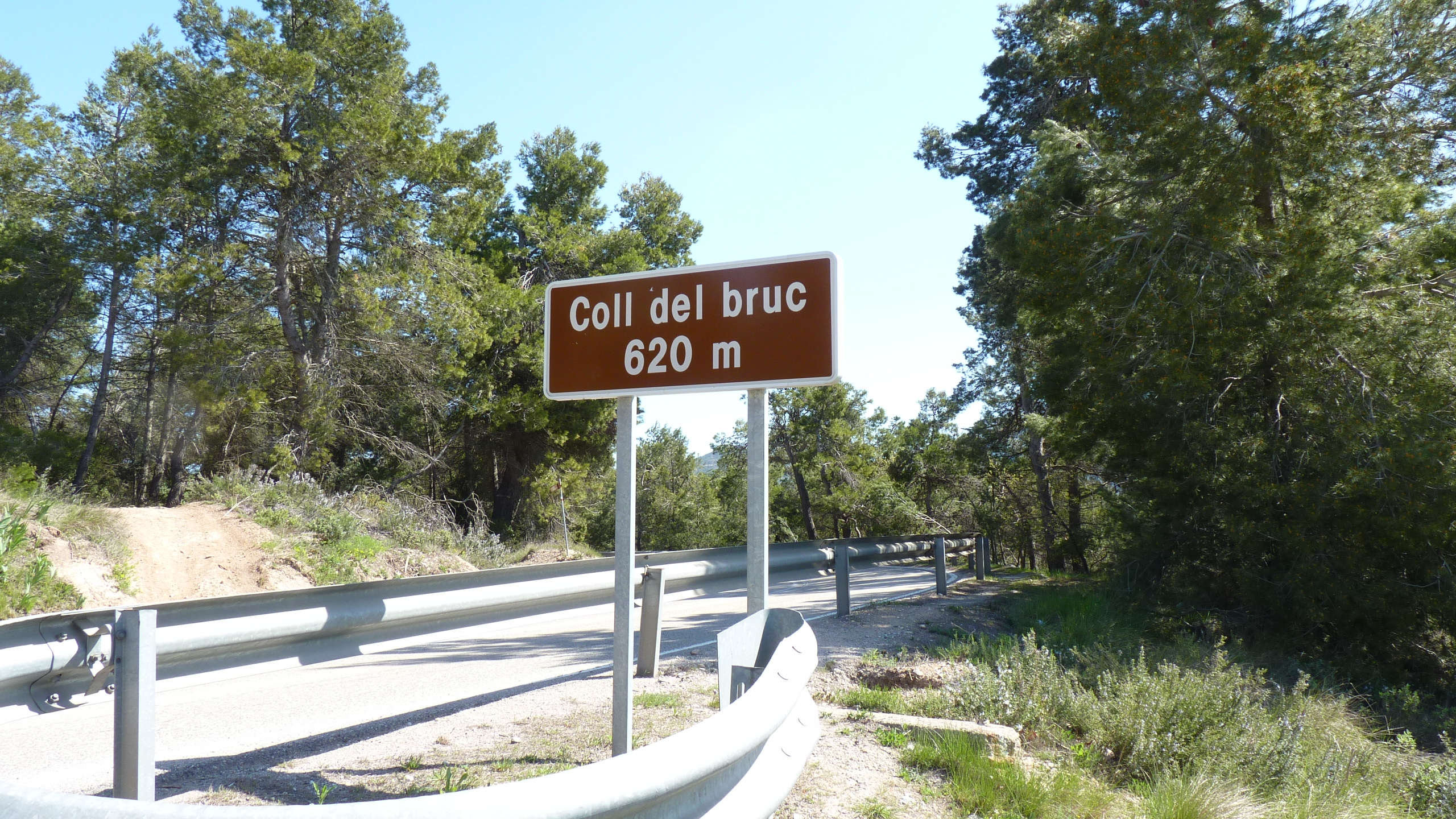
Antiga carretera pel Coll del Bruc

- Antiga carretera pel Coll del BrucTúnel 2 (nord) amb 2 carrils, dona servei al sentit Lleida de l'autovia. Obert el 1990, té una llargada de 830 metres entre les cotes 558,1 (boca est) i 521,5 (boca oest)[2]